# Улица Сен-Оноре после полудня. Эффект дождя
«Улица Сен-Оноре после полудня. Эффект дождя» (фр. Rue Saint-Honoré, dans l’après-midi. Effet de pluie) — картина Камиля Писсарро, написанная маслом в 1897 году. Работа была создана в конце творческого пути Писсарро, когда он отказался от экспериментов с пуантилизмом и вернулся к более свободному импрессионистскому стилю. Этот городской пейзаж является частью серии работ, которые Писсарро сделал в 1897—1898 годах из окна отеля «Лувр», глядя вниз через край площади Театра Франсе (ныне площадь Андре-Мальро) и вдоль улицы Сен-Оноре, изображая людей, кареты и здания, деревья, фонтаны и фонари во время дождя в начале дня. Другие картины серии изображают аналогичную сцену при свете утреннего солнца или в вечерней тени. Размер картины — 81 см × 65 см (32 дюйма × 26 дюймов).
Картина находится в музее Тиссена-Борнемисы в Мадриде с момента открытия музея в 1992 году. Она была куплена бароном Хансом Генрихом Тиссен-Борнемисой в галерее Hahn в Нью-Йорке в 1976 году у американского коллекционера, который приобрел ее в галерее «Knoedler» в Нью-Йорке в 1952 году. В 1993 году барон продал ее вместе с остальной частью своей коллекции из 775 работ испанскому государству за 350 миллионов долларов США. Иск о том, что картина была произведением искусства, украденным нацистами, был отклонен судами США в 2019 и 2020 годах. Однако в сентябре 2021 года Верховный суд США принял решение о пересмотре этого решения. 21 апреля 2022 года суд вынес решение в пользу Клода Кассирера как законного владельца картины и отправил дело на повторное рассмотрение. 9 января 2024 года суд первой инстанции вынес решение в пользу музея Тиссена-Борнемисы.

## Происхождение
Картина была куплена у Писсарро немецким бизнесменом Юлиусом Кассирером в 1897 году и унаследована его сыном Фрицем Кассирером, а затем женой Фрица Лилли. Она повторно вышла замуж, но в 1939 году, будучи немецкой еврейкой, была вынуждена продать картину Якобу Шайдвиммеру за низкую цену в 900 ℛ︁ℳ︁, чтобы получить выездную визу, незадолго до начала Второй мировой войны. Картина была продана на аукционе в Берлине в 1943 году за 95 000 ℛ︁ℳ︁ и исчезла из поля зрения публики. В 1958 году немецкий суд присудил Лилли Кассирер Нойбауэр компенсацию в размере 120 000 марок — справедливой рыночной стоимости работы.
В 2005 году внук Лилли Сан-Диего Клод Кассирер и другие наследники подали иск о возвращении картины. В январе 2011 года правительство Испании отклонило просьбу посла США о возвращении картины, а в 2015 году испанский суд постановил, что картина принадлежит музею. В апреле 2019 года Федеральный суд Центрального округа Калифорнии постановил, что картина принадлежит Фонду коллекции Тиссен-Борнемиса (Fundación Colección Thyssen-Bornemisza), на основании того, что барон, а затем музей не знали, что картина является культурной ценностью, украденной нацистами, когда покупали её. Хотя это решение было подтверждено Апелляционным судом девятого округа США в 2020 году, в сентябре 2021 года Верховный суд США принял решение об истребование дела вышестоящим судом из нижестоящего суда для пересмотра. Дело рассматривалось 18 января 2022 года, а 21 апреля 2022 года Верховный суд, не согласившись с решением Девятого округа, отменил решение.
Судья Елена Каган, представляя единогласное решение суда, постановила, что суды первой инстанции ошиблись, применив федеральное общее право, в вопросе использования выбора права Испании или права Калифорнии. Вышестоящий суд постановил, что федеральный суд должен применять право штата для решения вопросов выбора права, что в данном случае означает право Калифорнии. Таким образом, дело было возвращено на новое рассмотрение, чтобы позволить судам первой инстанции применить закон Калифорнии.
После решения Верховного суда дело было возвращено в суд девятого округа, который попытался передать вопрос о выборе права по калифорнийскому законодательству в Верховный суд Калифорнии. В августе 2023 года Верховный суд штата отказался рассматривать этот вопрос и направил дело обратно в суд девятого округа. 9 января 2024 года суд девятого округа вынес решение в пользу фонда, постановив, что в соответствии с законодательством Калифорнии, вопрос о праве собственности на картину должен решаться по закону Испании, а не по закону Калифорнии.